# Кървава сватба (филм, 1973)
„Кървава сватба“ (на френски: Les Noces rouges) е френско-италиански филм от 1973 година, криминална драма, трилър на режисьора Клод Шаброл по негов собствен сценарий, с участието на Мишел Пиколи и Стефан Одран.

## Сюжет
Това е историята на почтени хора, които заради избухналата необуздана страст и чувства помежду им и маниакалното желание да бъдат заедно, са преминали линията, която разделя човека от животно.

## В ролите
| Изпълнител       | Роля                         |
| ---------------- | ---------------------------- |
| Стефан Одран     | Люсиен Деламер (Люси)        |
| Мишел Пиколи     | Пиер Маури                   |
| Клод Пиеплю      | Пол Деламер                  |
| Клотид Джоано    | Клотилд Маури                |
| Елиана де Сантис | Елен Шевалие, дъщяра на Люси |
| Франсоа Робер    | Ориол                        |
| Даниел Лекуртоа  | префект                      |
| Ермано Казанова  | съветник                     |

## Награда и номинации
През 1973 г. филмът участва в конкурсната програма на Берлинския филмов фестивал, а режисьорът Клод Шаброл печели престижната награда ФИПРЕСИ на фестивала.